# Felsőfeketepatak
Felsőfeketepatak (szlovákul: Čierne nad Topľou) község Szlovákiában, az Eperjesi kerület Varannói járásában.

## Fekvése
Varannótól 15 km-re északnyugatra, a Tapoly jobb partján fekszik.

## Története
1399-ben említik először a csicsvai váruradalom részeként. 1402-ben a csicsvai uradalommal együtt Bebek István a birtokosa, melyben 1410-ben Zsigmond király is megerősíti. A 15. században a tapolymogyorósi uradalom része, a kis falvak közé számított. 1474-ben a leleszi prépostság oklevelében szerepel először szlovák névvel Čarnik alakban. 1493-ban 8 parasztház állt a faluban. A 15.–16. században a Rozgonyiak, később a Báthoryak ecsedi ágának birtoka. 1550-ben a közepes nagyságú falvak közé számított mintegy 80-120 lakossal. 
A 17. század elején Eszterházy Miklós, majd a Bornemissza család, 1653-tól pedig Drugeth György birtoka. Ebben az időben már állt a falu szélén fából épített református temploma.
A 18. század végén Vályi András így ír róla: „PATAK. Fekete Patak. Tót falu Zemplén Vármegyében, földes Ura Barkóczy Uraság, lakosai katolikusok, és evangelikusok, fekszik Mogyoroskához közel, Varannóhoz sem meszsze az ország-úttyában; határja 3 nyomásbéli, zabot terem leginkább, őszit pedig középszerűen, fája kevés vagyon a’ határjában, közel a’ faluhoz egy kis hegyetske alatt savanyú víznek forrása nevezetesíti.”
Fényes Elek 1851-ben kiadott geográfiai szótárában így ír a faluról: „Feketepatak, tót falu, Zemplén vmegyében, Vecséhez 5 óra: 385 lak., s patakmalommal. Gr. Barkóczy birja.”
Borovszky Samu monográfiasorozatának Zemplén vármegyét tárgyaló része szerint: „Felsőfeketepatak, Sáros vármegye határán fekszik. Van 75 háza és 463 tót lakosa, kik nagyobbára ág. h. evangélikusok. Nevét a számtalan ásványos részecskéket tartalmazó patakjától vette. 1402-ben a Rozgonyiak voltak az urai, a mikor Csarnik tót néven is szerepelt. Előbb a mogyorósi vár, majd Csicsva várának tartozéka volt. 1598-ban Báthory István az ura, de azután a Drugethek birtokába kerül és 1658-ban Drugeth Borbála és férje, Draskovich Miklós Károlyi Ádámnak és Thököly Máriának zálogosítják el részüket. Később a Barkóczyaké, majd a Csákyaké és a Hevesyeké, a mult század közepe táján pedig Bujanovics Rezsőé. Most nincs nagyobb birtokosa. Az 1663-ban kitört pestis itt is sok áldozatot szedett. Van a községben egy régi úrilak, melyet még a Bujanovics család építtetett s ez most a beregszászi hitelintézeté. Róm. kath. templomának építési ideje ismeretlen. Ide tartozik Passeki-major is. A községnek Mogyoróska a postája, de a távírója és vasúti állomása Varannó.”
1920 előtt Zemplén vármegye Varannói járásához tartozott.

## Népessége
| Év:            | 1994. | 2004.   | 2014.   | 2024.   |
| -------------- | ----- | ------- | ------- | ------- |
| Emberek száma: | 815   | 795     | 747     | 711     |
| Eltérés:       |       | -2,45 % | -6,03 % | -4,81 % |

| Év:            | 2023. | 2024.   |
| -------------- | ----- | ------- |
| Emberek száma: | 713   | 711     |
| Eltérés:       |       | -0,28 % |

1910-ben 419, túlnyomórészt szlovák lakosa volt.
2001-ben 805 lakosából 796 szlovák volt.
2011-ben 757 lakosából 742 szlovák.